# A Celebration
Singles de U2
Gloria
(1982) New Year's Day
(1983)
A Celebration est un single de U2 ne faisant partie d’aucun album du groupe. Cette chanson est sortie en mars 1982 entre les albums October (1981) et War (1983). U2 l’a rééditée à deux reprises. Une première fois sur l'album de compilation sorti en 2004 The Complete U2, et sur le disque bonus de l’album October remasterisé sorti en 2008.
Le morceau Trash, Trampoline and the Party Girl, communément abrégé en Party Girl, est sur la face B du single. Il est devenu plus tard un favori des fans en live.

## Composition et thème
A Celebration dure 2 minutes 57 secondes. Selon la partition d’Universal Music Publishing Group publiée sur Musicnotes.com, elle est jouée en temps commun à un tempo de 157 battements par minute dans la tonalité de ré majeur. La voix s'étend d'une note basse de A4 à une note haute de B5 .
Dans une interview de 1983, Bono a indiqué que la chanson était la source de controverse en raison d'une mauvaise interprétation du passage « I believe in a third World War / I believe in the atomic bomb / I believe in the powers that be / But they won’t overpower me » (« Je crois à une troisième guerre mondiale / Je crois à la bombe atomique / Je crois aux pouvoirs en place / Mais ils ne me maîtriseront pas ») par des fans qui ont remis en question ses motivations. Le chanteur a expliqué que « tout ce que je disais, c'est que les réalités de la bombe doivent être affrontées ».

## Interprétation en concert
A Celebration a fait ses débuts en concert à la fin de février 1982 et a été interprétée sporadiquement lors de concerts tout au long de cette année là jusqu'à ce qu'elle devienne récurrente dans la tournée d'avant War au cours du mois de décembre. La chanson a également été interprétée lors des premiers concerts du War Tour en février et mars 1983. Sa dernière apparition en concert date du 30 novembre 1983, à Tokyo.

## Sortie
La chanson était absente de toutes les compilations du groupe jusqu'à The Complete U2 en 2004.

### Trash, Trampoline and the Party Girl
Trash, Trampoline and the Party Girl, communément appelé Party Girl, était la face B de A Celebration. La chanson dure 2 minutes 32 secondes. Selon les partitions d'Universal Music Publishing Group publiées sur Musicnotes.com, elles sont jouées en temps commun à un tempo de 152 battements par minute dans la tonalité de ré majeur. La voix s'étend d'une note basse de A4 à une note haute de E6.
Contrairement à la face A, après ses débuts en direct le 26 février 1983 lors du premier concert du War Tour, Party Girl est devenue une habituée des rappels. Cela s'est produit bien qu'après la représentation initiale, Bono a déclaré « c'est la première et probablement la dernière fois que nous jouons cette chanson ». Cette chanson a continué à être régulièrement interprétée lors des deux tournées suivantes (gagnant ainsi une inclusion sur l'album live Under a Blood Red Sky et le film de concert U2 Live at Red Rocks : Under a Blood Red Sky) et est apparue sporadiquement lors de concerts de U2 depuis lors, généralement pour des occasions spéciales telles que l'anniversaire d'un membre du groupe. Les deux seules tournées sur lesquelles elle n'a jamais été jouée ont été la tournée PopMart Tour en 1997–1998 et la tournée The Joshua Tree Tour 2017. C’est la face B la plus jouée de l'histoire de U2 en concert, et la seule face B à être jouée plus d'une centaine de fois. Une seule chanson ne faisant pas partie d’un album a été jouée plusieurs fois, le single 11 O'Clock Tick Tock de 1980. À de nombreuses reprises dans son histoire, U2 a invité des fans sur scène pour interpréter la chanson en jouant la partie de guitare acoustique.
Party Girl se trouve également sur le CD bonus édition deluxe 2008 d'October, les albums live Live from the Point Depot et Live from Paris (en) et les albums de compilation The Best of 1980-1990 et Medium, Rare & Remastered.

### Vidéo-clip de la chanson
En avril 1982, malgré le fait que le groupe n’aimait pas cette chanson, le clip de A Celebration a été réalisé par Meiert Avis qui avait travaillé avec le groupe sur des vidéos précédentes, notamment celle de Gloria. Cette vidéo utilise la version enregistrée en studio de la chanson. On y voit Bono et le groupe courir autour de la prison de Kilmainham Gaol à Dublin. Bono, vêtu d'un pantalon rouge vif, traverse la prison et danse dans les escaliers. Il y a des effets spéciaux d'une porte qui explose en lumière, alors que Larry Mullen Junior et Adam Clayton semblent en sortir. On voit également le groupe errer dans des couloirs enfumés ainsi que cinq gardiens filmés en train de chanter «shake shake». Le groupe se réunit ensuite pour se produire dans l'une des salles de la prison. La vidéo est entrecoupée d'images de bâtiments en cours de démolition et d'enfants chevauchant des chevaux, tandis que la performance de U2 se déplace vers un lieu extérieur toujours enfumé, dans une ambiance post-apocalyptique.

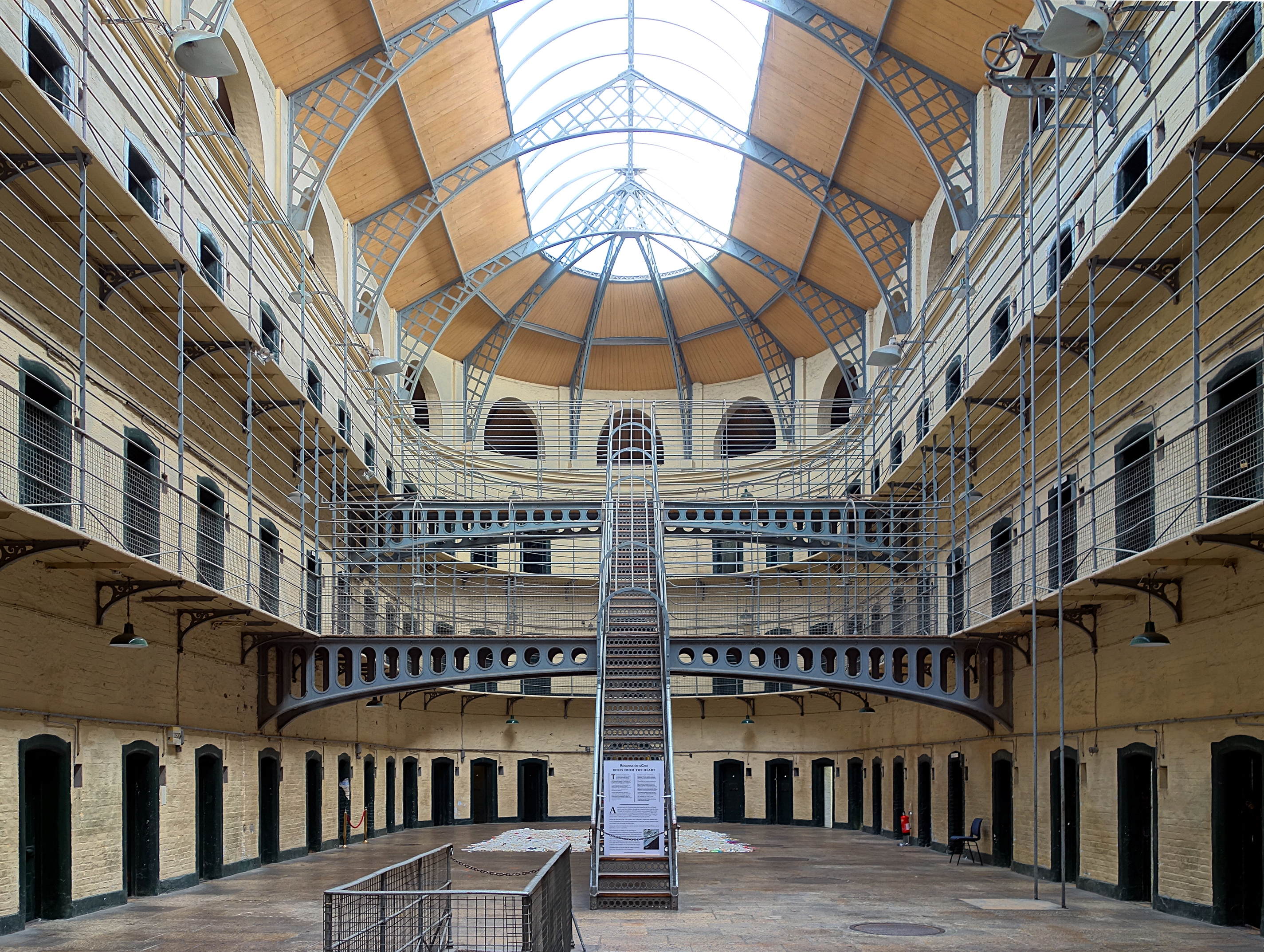
Le clip vidéo de la chanson a été tourné à la prison de Kilmainham Gaol.

En 1983, Larry Mullen a dit à propos du tournage : « Nous sommes allés dans cette prison de Dublin, où a eu lieu l’insurrection de Pâques 1916, appelée la prison de Kilmainham, et l'avons filmé avec l'idée de tout éclater. C'était vraiment un regard sur nous-mêmes. Comme lorsque nous étions à l’école et que tout le monde nous disait «tu es de la merde» et que nous n’avions pas pu obtenir de contrat d’enregistrement, c’était le triomphe de la percée. » La prison de Kilmainham a beaucoup d'histoire et servira plus tard de lieu de tournage pour le film Au nom du père de Jim Sheridan. Cette prison, déclassée en 1924, est devenue un musée. Elle est située sur Inchicore Road à Dublin, ce qui constitue une autre connexion avec U2. En effet, Inchicore était l'un des premiers surnoms de The Edge.
Cette vidéo n'a été incluse dans aucune compilation vidéo publiée par le groupe. A Celebration est enfin sortie en étant comprise dans The Complete U2, et la version remasterisée d'October en 2008. Son apparition sur ce dernier était sa première sur un disque compact de U2.

## Critique
Pour Roger de Clek dans son ouvrage U2 feu irlandais paru en 1994, « A Celebration et Trash, Trampoline and the Party Girl, qui sont aujourd'hui de véritables pièces rares pour collectionneurs ne sont pas les chansons les plus remarquables de leur carrière. Cela ressemble presque à un coup d'optimisme à l'aveuglette dans lequel le travail de Steve Lillywhite est purement testimonial. »

## Formats et listes des chansons
| 1. | A Celebration                        | 2:57 |
| 2. | Trash, Trampoline and the Party Girl | 2:32 |

| 1. | A Celebration | 2:56 |
| 2. | Fire          | 3:50 |

## Charts
| Chart (1982)        | Classement |
| ------------------- | ---------- |
| Irish Singles Chart | 15         |
| UK Singles Chart    | 47         |